# Квалификации за Световното първенство по футбол 1938

## Накратко
За СП 1938 във Франция молба за участие подават 36 отбора, сред тях:
- 25 отбора от Европа (вкл. Египет и Палестина)
- 2 отбора от Южна Америка
- 7 отбора от Северна и Централна Америка
- 2 отбора от Азия.

36-те участника означава нов рекорд за брой участнци. Тъй като отборите на Италия (настоящ световен шампион) и Франция (домакин) се класират директно, а турнирът е с 16 участници, то оставащите 34 отбора се борят за останалите 14 места. По време на квалификационните кръгове 9 федерации оттеглят отборите си от участие. Например в зона „Европа“ участват в крайна сметка 21 отбора
16 места на СП 1938 са разпределени както следва:
| Настоящ световен шампион:        | Италия          |           | Домакин: | Франция      |
| 11 от Европа                     | Германия        | Швеция    | Норвегия | Полша        |
|                                  | Румъния         | Швейцария | Унгария  | Чехословакия |
|                                  | Австрия *       | Холандия  | Белгия   |              |
| 1 от Южна Америка                | Бразилия        |           |          |              |
| 1 от Северна и Централна Америка | Куба            |           |          |              |
| 1 от Азия                        | Холандска Индия |           |          |              |

- След аншлуса на Австрия към Германия, на СП 1938 във Франция участва обединен германски отбор. Мястото на Австрия остава незаето. По този начин броят на участниците намалява на 15 отбора.

## Европа
В зона „Европа“ участват 25 отбора, разделени в 9 групи, сред тях една с четири отбора, три групи с три отбора и пет групи с два отбора. От групата с четирите отбора и една от тези с три отбора (група 9) се класират два отбора за финалната фаза, а от останалите седем групи — по един.

### Група 1
| Крайно класиране |           |        |       |
| Но.              | Страна    | Голове | Точки |
| 1                | Германия  | 11:1   | 6     |
| 2                | Швеция    | 11:7   | 4     |
| 3                | Естония   | 4:11   | 2     |
| 4                | Финландия | 0:7    | 0     |

Резултати:
| 16.06.1937 | Стокхолм    | Швеция    | – | Финландия | 4:0 (0:0) |
| 20.06.1937 | Стокхолм    | Швеция    | – | Естония   | 7:2 (3:2) |
| 29.06.1937 | Хелзинки    | Финландия | – | Германия  | 0:2 (0:2) |
| 19.08.1937 | Турку       | Финландия | – | Естония   | 0:1 (0:0) |
| 29.08.1937 | Кьонигсберг | Германия  | – | Естония   | 4:1 (0:1) |
| 21.09.1937 | Хамбург     | Германия  | – | Швеция    | 5:0 (2:0) |

### Група 2
Резултати:
| 10.10.1937 | Осло   | Норвегия | – | Ирландия | 3:2 (1:1) |
| 07.11.1937 | Дъблин | Ирландия | – | Норвегия | 3:3 (1:2) |

### Група 3
Резултати:
| 10.10.1937 | Варшава | Полша     | – | Югославия | 4:0 (2:0) |
| 03.04.1938 | Белград | Югославия | – | Полша     | 1:0 (0:0) |

### Група 4
Резултати:
|  | Румъния | – | Египет | Египет се оттегля |

### Група 5
Резултати:
| 01.05.1938 | Милано * | Швейцария | – | Португалия | 2:1 (2:0) |

* Двата отбора се разбират да изиграят една среща на неутрален терен.

### Група 6
Резултати:
Кръг 1
| 22 януари 1938 | Тел Авив | Палестина | – | Гърция    | 1:3 (1:2) |
| 20.02.1938     | Атина    | Гърция    | – | Палестина | 1:0 (0:0) |

Кръг 2
| 25.03.1938 | Будапеща | Унгария | – | Гърция | 11:1 (7:0) |

### Група 7
Резултати:
| 07.11.1937 | София | България     | – | Чехословакия | 1:1 (0:1) |
| 24.04.1938 | Прага | Чехословакия | – | България     | 6:0 (1:0) |

### Група 8
Резултати:
Кръг 1
| 29.07.1937 | Рига   | Латвия | – | Литва  | 4:2 (1:0) |
| 03.09.1937 | Каунас | Литва  | – | Латвия | 1:5 (0:4) |

Кръг 2
| 05.10.1937 | Виена | Австрия | – | Латвия | 2:1 (2:1) |

### Група 9
| Крайно класиране |            |        |       |
| Но.              | Страна     | Голове | Точки |
| 1                | Холандия   | 5:1    | 3     |
| 2                | Белгия     | 4:3    | 3     |
| 3                | Люксембург | 2:7    | 0     |

Резултати:
| 28.11.1937 | Ротердам   | Холандия   | – | Люксембург | 4:0 (1:0) |
| 13.03.1938 | Люксембург | Люксембург | – | Белгия     | 2:3 (2:1) |
| 03.04.1938 | Антверпен  | Белгия     | – | Холандия   | 1:1 (0:1) |

## Южна Америка
В зона „Южна Америка“ молба за участие подават два отбора. Поради последвалото оттегляне на Аржентина, отборът на Бразилия се класира за първенството без да изиграе квалификационна среща.

### Група 10
Резултати:
| Бразилия | − | Аржентина | не се състои |

## Северна Америка
Заявление за участие подават 7 отбора. Тъй като повечето отбори без Куба оттеглят молбите си, мачове не се играят и Куба се класира за финалите.

### Група 11
Резултати:
1. Кръг
Подгрупа A
| Куба | – | САЩ | не се състои |

Подгрупа Б*
| Колумбия | Коста Рика | Мексико | Ел Салвадор | Холандска Гвияна |

* В подгрупа Б не се играят мачове, тъй като всички отбори се оттеглят от участие. По този начин пропада и провеждането на втори квалификационен кръг срещу отбора на Куба като победител от подгрупа А.

## Азия
Два отбора от Азия подават молба за участие в първенството. Тъй като Япония отново оттегля молбата си, то отборът на Холандска Източна Индия се класира за финалите.

### Група 12
Резултати:
| Холандска Индия | – | Япония | не се състои |